# 越南國軍
越南國軍（越南语：／，ANV）是越南國的军队。1949年3月8日，根据《爱丽舍协定》，越南国获得法国承认成为一个独立的国家，以保大帝为国家元首。越南国军的总司令为效忠于保大帝的将军阮文馨。越南国军加入法兰西联盟的法国远东远征军团，以对抗共产主义的越盟。曾参加底江戰役、那商战役等。
1956年，法国远东远征军团离开印度支那，越南国军在美国的指导下被改组为越南共和国陆军。

## 成立
1949年3月8日，根據《爱丽舍协定》，越南國政府爲法蘭西聯盟中的獨立的成員國，並且擁有自己的軍隊。根據1949年4月13日的國防決議，成立了一支名爲國家衛兵隊（Vệ binh Quốc gia）的越南國軍隊，將配合和接受法國軍隊的指揮，以打擊越盟。
1950年5月11日，首相陳文友宣佈越南國衛兵隊（Vệ binh Quốc gia Việt Nam）正式成立，當時規模爲60,000人。
1950年12月8日，越南國與法國簽署了一項軍事協定，在越南國的指揮下，在越南部署一些法軍單位，以建立“越南國軍”（Quân đội Quốc gia Việt Nam）。此外，自1946年以來，越南民主共和國軍隊一直在使用“越南國軍”這個名稱。